# Crossmedia
Crossmedia (também conhecida como cross media ou cross-media) é a distribuição de serviços, produtos e experiências por meio das diversas mídias e plataformas de comunicação existentes no mundo digital e offline. Conceito da década de 1990, envolvendo publicidade em múltiplos meios. Ou seja, um conceito simplista sobre publicidade e canais de veiculação.
A evolução do conceito é a Transmedia Storytelling, cujo objetivo é contar uma história com a marca ou o produto que se pretende comunicar, suficientemente interessante para envolver o consumidor e assim este apreender a mensagem que foi passada. Para ser eficaz, tem de ser capaz de:
- Diferenciar o valor do produto, de forma a torná-lo único;
- Curto, fácil de contar/transmitir por todos, para que a história possa ser disseminada “boca a boca” e memorável;
- Relevante para o segmento que se quer “atingir”. Se não for relevante para o segmento onde a marca atua, não tem qualquer valor;
- Deve apresentar dados concretos e se possível quantificáveis.